# Chu Yue Tai
Chu Yue Tai (23 settembre 1966) è un ex calciatore ed ex giocatore di calcio a 5 hongkonghese.

## Carriera
Come massimo riconoscimento in carriera vanta la partecipazione, con la Nazionale maschile di calcio a 5 di Hong Kong, al FIFA Futsal World Championship 1992 in cui i padroni di casa, qualificati di diritto come paese organizzatore, sono stati eliminati nel girone del primo turno.